# Goczałkowice (przystanek kolejowy)
Goczałkowice – przystanek kolejowy w Goczałkowicach-Zdroju, w województwie śląskim, w Polsce. Stacja obsługuje ruch lokalny Katowice - Bielsko-Biała.

## Ruch pasażerski
| Rok  | Wymiana pasażerska na dobę |
| ---- | -------------------------- |
| 2017 | 300-499                    |
| 2022 | 500-699                    |